# Srđan Golubović

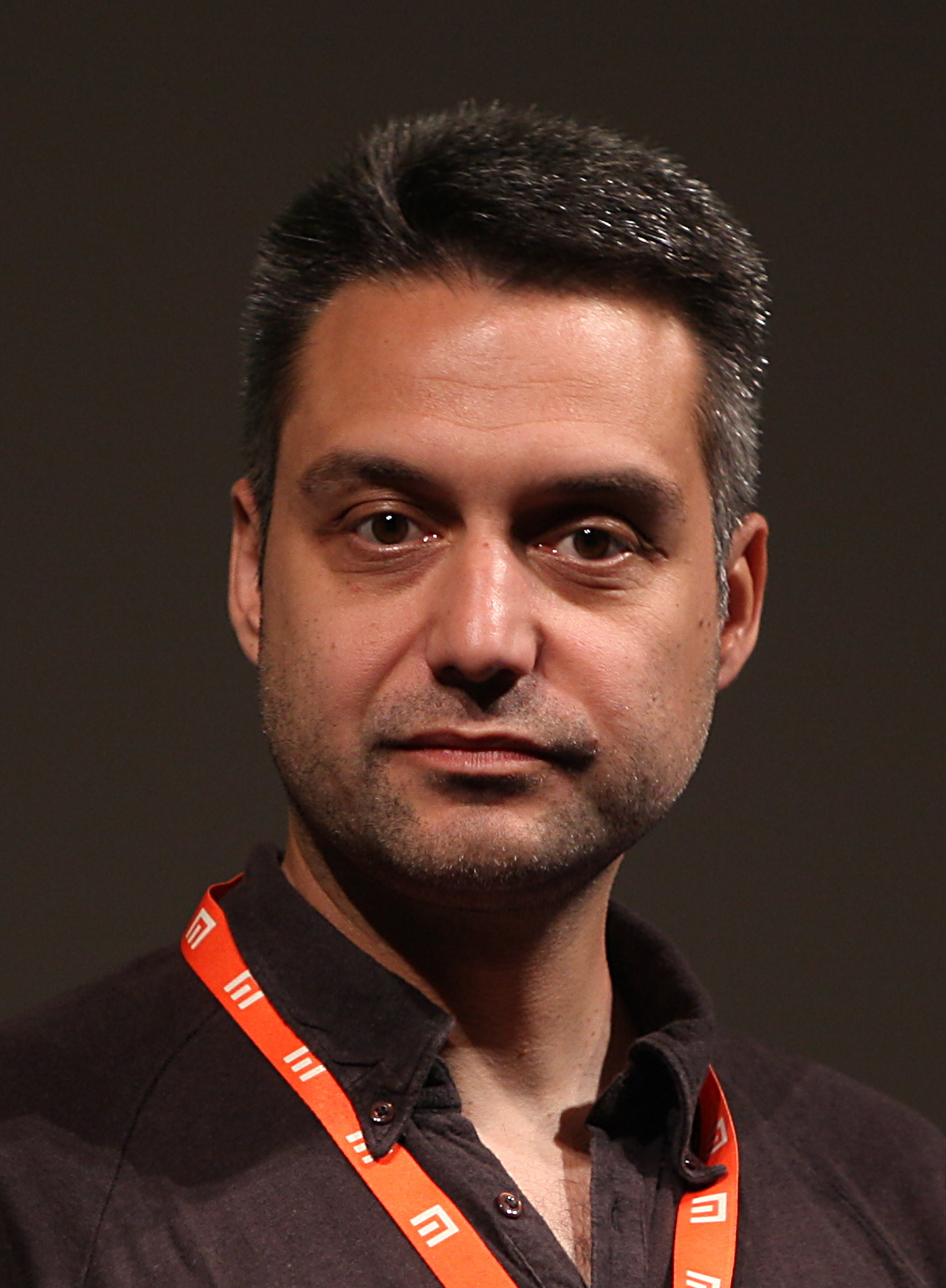
Srdan Golubović (2010)

Srđan Golubović (serbisch-kyrillisch Срђан Голубовић; * 24. August 1972 in Belgrad, Sozialistische Föderative Republik Jugoslawien) ist ein serbischer Filmregisseur.

## Leben
Golubović wurde in Belgrad geboren. Sein Regiedebüt hatte er 2001 mit dem Film Apsolutnih 100, der auf mehreren internationalen Filmfestivals ausgezeichnet wurde. Golubovićs zweiter Film Die Falle feierte seine Premiere 2007 auf der Berlinale und war als bester fremdsprachiger Film für den Oscar nominiert, ebenso sein nächster Film Circles 2013.
Golubović betreibt in Serbien eine Produktionsfirma. Des Weiteren ist er Dozent an der Fakultät für Drama der  Universität der Künste Belgrad. 

## Filmografie (Auswahl)
- 2001: Apsolutnih 100
- 2007: Die Falle
- 2013: Circles
- 2020: Vater – Otac (Otac)